# Amit Panghal
Amit Panghal (Hindi अमित पंघाल; * 16. Oktober 1995 in Rohtak, Indien) ist ein indischer Boxer im Fliegengewicht.

## Karriere
Der Rechtsausleger bestritt sein internationales Debüt 2012 bei einem Länderkampf gegen Sri Lanka. Im selben Jahr wurde er positiv auf Doping getestet und für ein Jahr gesperrt. Bei internationalen Großereignissen wurde in den folgenden Jahren in seiner Gewichtsklasse noch Devendro Singh eingesetzt, der aber 2016 ins Fliegengewicht aufstieg. Amit Panghal wurde daraufhin 2016 indischer Meister und startete bei den Asienmeisterschaften 2017 in Usbekistan, wo er nach einer Halbfinalniederlage gegen Hasanboy Doʻsmatov eine Bronzemedaille gewann. Er war damit für die Weltmeisterschaften 2017 in Deutschland qualifiziert und besiegte dort Federico Serra und Carlos Quipo. Beim Kampf um den Einzug in die Medaillenränge unterlag er im Viertelfinale erneut gegen Hasanboy Doʻsmatov.
Bei den Commonwealth Games 2018 in Australien unterlag er erst im Finalkampf gegen Galal Yafai und gewann somit die Silbermedaille. Er wurde daraufhin auch bei den Asienspielen 2018 in Indonesien eingesetzt, wo er diesmal im Finalkampf Hasanboy Doʻsmatov bezwang und die Goldmedaille erreichte.
Eine weitere Goldmedaille gewann er bei den Asienmeisterschaften 2019 in Thailand. Er besiegte dabei unter anderem erneut Hasanboy Doʻsmatov sowie Hu Jianguan und Kim In-kyu. Er nahm anschließend im Fliegengewicht an den Weltmeisterschaften 2019 in Jekaterinburg teil und erreichte als bis dahin erster indischer Boxer ein WM-Finale. Beim Kampf um die Goldmedaille unterlag er gegen den Olympiasieger Shahobiddin Zoirov. Durch einen dritten Platz bei der asiatischen Qualifikation erhielt er einen Startplatz bei den 2021 in Tokio ausgetragenen Olympischen Spielen. Zuvor gewann er noch im Mai 2021 die Silbermedaille bei den Asienmeisterschaften. Bei den Olympischen Spielen schied er in der Vorrunde gegen Yuberjen Martínez aus. 2022 gewann er mit einem Finalsieg gegen Kiaran MacDonald die Commonwealth Games in Birmingham.
Beim 2. olympischen Qualifikationsturnier im Juni 2024 in Bangkok siegte er gegen den Mexikaner Mauricio Ruiz, den Südkoreaner Kim In-kyu und den Chinesen Liu Chuang, womit er sich für die Olympischen Spiele 2024 in Paris qualifizierte. Dort schied er gegen Patrick Chinyemba aus.